# Sem Hulsmann
Sem Hulsmann (Utrecht, 10 oktober 2003) is een Nederlands acteur.

## Biografie
Hulsmann debuteerde op elfjarige leeftijd als acteur in de tv-serie Kasper en de Kerstengelen. Hij speelde in deze serie de rol van Kasper, de hoofdrol. In 2017 heeft deze tv-serie een International Emmy Kids Award gewonnen voor de beste jeugdserie.
In 2019 was Hulsmann te zien in de film De club van lelijke kinderen, waarin hij de hoofdrol van Paul de Wit vertolkt. De verfilming van het boek van Koos Meinderts heeft meer dan 100.000 bezoekers getrokken.

## Filmografie

### Film
- 2019: De club van lelijke kinderen, als Paul de Wit
- 2022: Stromboli, als jongen

### Televisieseries
- 2015: Kasper en de Kerstengelen, als Kasper
- 2022: Goede tijden, slechte tijden, als zakkenroller
- 2023: Flikken Maastricht, als Roy Habets
- 2025: Eén grote familie, als Jordy